# Massastart (schaatsen)

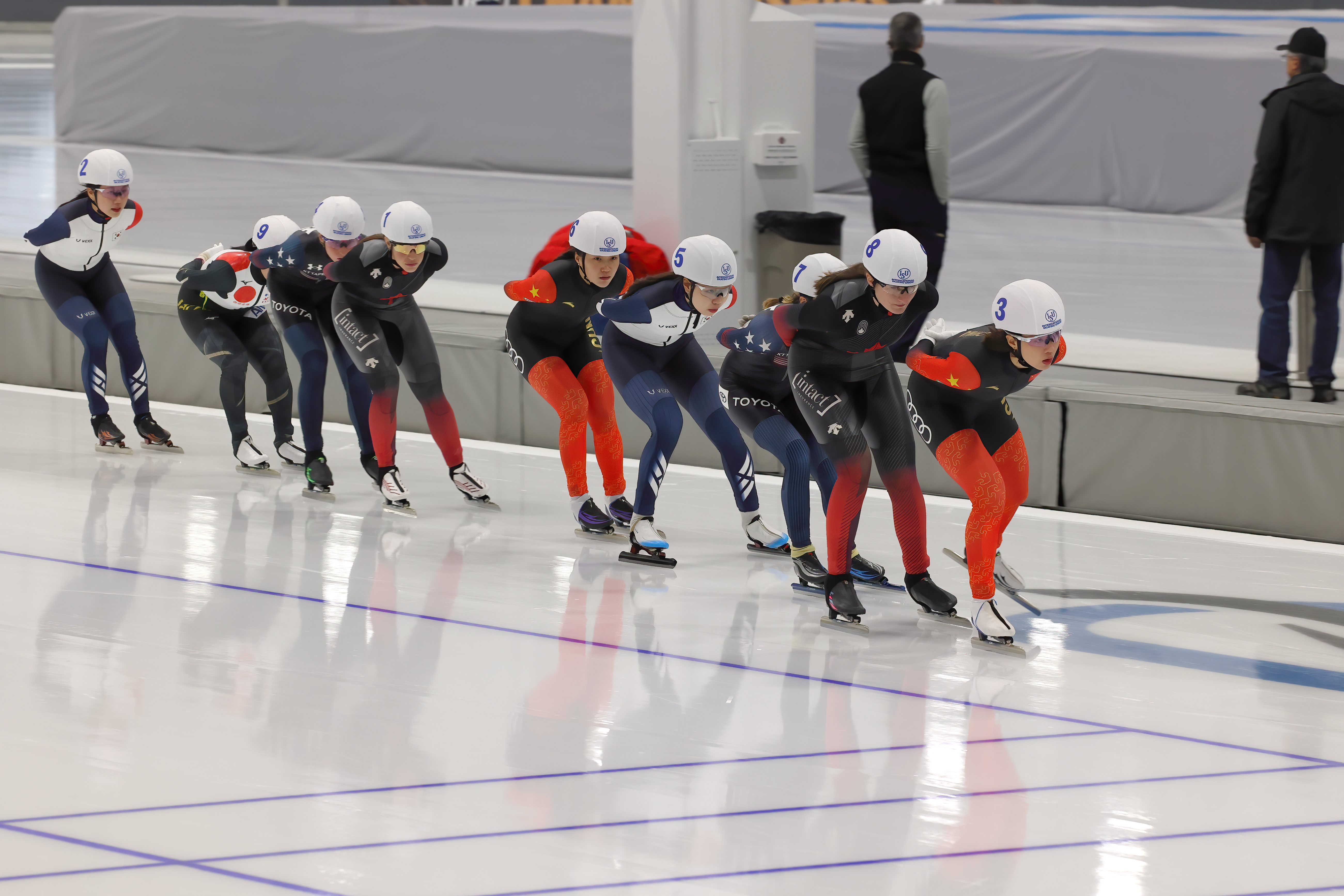
Massastart

De massastart  is een discipline bij het langebaanschaatsen. De massastart, feitelijk een verkorte marathonwedstrijd, is een onderdeel dat de internationale schaatsunie (ISU) promoot en dat vanaf het seizoen 2011/2012 een officieel onderdeel is van zowel de wereldbeker schaatsen als de wereldbeker schaatsen junioren. Sinds de WK afstanden 2015 is het ook een officieel onderdeel op mondiale kampioenschappen, en sinds 2018 op de Olympische Winterspelen.
Zoals de naam massastart al zegt wordt er met alle rijders tegelijk gestart. De afstand is veel korter dan bij een gemiddelde marathonwedstrijd, er worden met ingang van het seizoen 2014/2015 namelijk 16 ronden van 387,36 meter gereden met een totale afstand van 6.197,76 meter. Bij de vrouwen was het eerder 15 of 25 en de mannen reden eerder 20, 25 of 35 ronden. Junioren rijden kortere wedstrijden, namelijk 10 ronden (was eerder 8 voor meisjes en 12 voor jongens).

## Geschiedenis

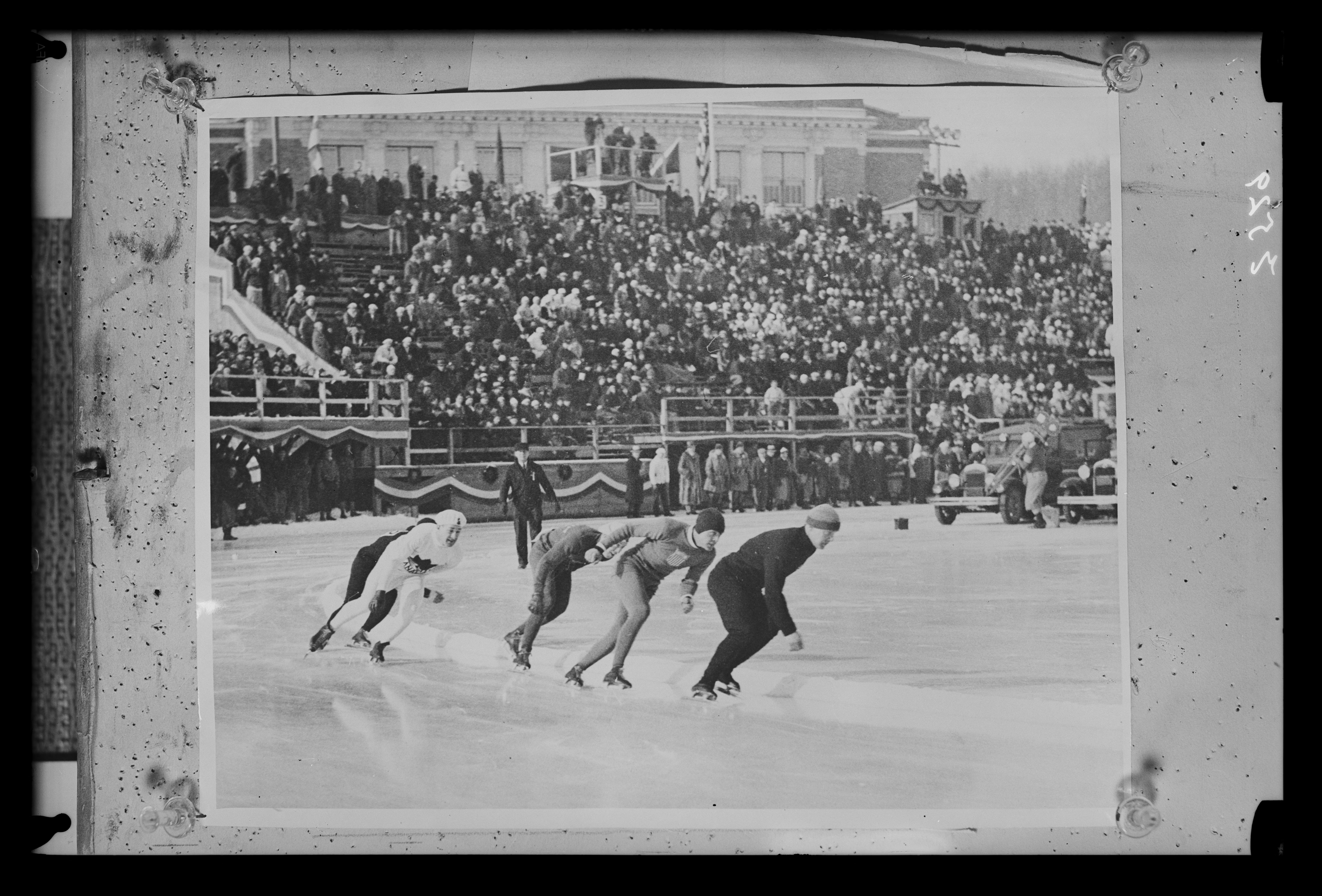
De 500 meter in Lake Placid

Op de Winterspelen van 1932 in Lake Placid werd er voor het eerst met alle deelnemers tegelijk geschaatst. De ISU had namelijk aan de Amerikaanse organisatie toestemming gegeven om de langebaanwedstrijden in pack style te rijden zoals de Amerikanen hanteren.
De eerste massastartwedstrijd tijdens een wereldbekerweekend werd gereden in het seizoen 2002/2003 en werd na 10 kilometer (25 ronden) gewonnen door KC Boutiette; er was alleen een mannenwedstrijd. In het seizoen 2005/2006 won Pascal Briand een 10 kilometer massastart en in het seizoen 2008/2009 werd een gelijksoortige wedstrijd gewonnen door Arjan Stroetinga. In december 2009 werd er voor mannen en vrouwen een marathonwedstrijd gereden tijdens het Olympisch kwalificatietoernooi.
Tijdens de Aziatische Winterspelen van 2011 stond de massastart voor het eerst op het programma van een kampioenschap. Voor de mannen was de wedstrijd 35 ronden lang en deze werd gewonnen door Lee Seung-hoon in een tijd van 20.18,09, bij de vrouwen was de wedstrijd 25 ronden lang en was Noh Seon-yeong de winnares in een tijd van 18.07,05. Omdat deze wedstrijden zoveel spektakel opleverden, besloot de ISU de discipline opnieuw aan het (bij)programma van de wereldbeker toe te voegen bij laatste twee wereldbekerwedstrijden. 
In Salt Lake City werd de demonstratie-discipline gewonnen door Alexis Contin na 25 ronden en door Heather Richardson na 15 ronden. De volgende wedstrijd was tijdens de wereldbekerfinale in Thialf waar voor het eerst puntensprints toegevoegd werden. Deze wedstrijd werd (over 25 ronden) gewonnen door Jorrit Bergsma bij de mannen en (over 15 ronden) door Mariska Huisman bij de vrouwen.
Sinds het seizoen 2011/2012 is de massastart een officieel onderdeel van de wereldbeker. De competitie voor zowel de mannen als de vrouwen beslaat drie wedstrijden, namelijk in november in Astana en in maart in Heerenveen en Berlijn. Er is gekozen voor de afstand van 20 ronden voor mannen en 15 ronden voor vrouwen. In Astana werden Lee Seung-hoon (in 9.40,51) en Mariska Huisman (in 7.26,53) de eerste winnaars van een officiële wereldbekerwedstrijd massastart. Ook is de massastart onderdeel van de wereldbeker voor junioren en een van de evenementen tijdens het schaatsen op de Olympische Jeugdwinterspelen 2012.
Vanaf de wereldkampioenschappen schaatsen afstanden 2015 wordt de massastart ook op het WK verreden. In Nederland is de verantwoordelijkheid hiervoor neergelegd bij bondscoach Geert Kuiper. Op zondag 15 februari 2015 werden tijdens de WK afstanden 2015 de Nederlanders Arjan Stroetinga en Irene Schouten de eerste wereldkampioenen.
Sinds 2018 is het een onderdeel bij de Olympische Winterspelen, waarbij er zowel een vrouwen- als mannenmassastart is.

## Wedstrijdverloop
Tot 24 schaatsers doen tegelijk mee aan een wedstrijd. Alle schaatsers hebben een schaatshelm met een helmnummer op. Tijdens de start stellen de schaatsers zich op achter de startlijn, in rijen en in volgorde van helmnummer, waarbij de schaatsers met de laagste nummers de voorste rij pakken, met het laagste helmnummer aan de binnenkant.
In totaal worden er 16 ronden gereden. Hierbij wordt gebruik gemaakt van de hele baan, dus ook de inrijbaan; de afgelegde afstand per ronde is dus minder dan 400 meter.
Na de start moeten de rijders een ronde in startvolgorde blijven rijden. Hierna mogen ze elkaar inhalen. Het elkaar hinderen is niet toegestaan, wel is licht lichamelijk contact om afstand te houden geoorloofd.
De 4e, 8e, en 12e ronde zijn sprintronden, waarbij punten te verdienen zijn. 
Bij de halve finales krijgt een rijder punten voor de sprintronden, 5, 3 en 1 voor de 1e, 2e en 3e passant van de finishlijn. De eindwinnaars verdienen 60, 40 en 20 punten.
De acht schaatsers met de meeste punten gaan door naar de finale.
De finale wordt verreden met 16 schaatsers. Bij de finale telt alleen het eindresultaat. De sprintronden kunnen wel resultaten opleveren buiten de wedstrijd (zoals financiering of kwalificatie voor een ander toernooi), waardoor sommige schaatsers alsnog voor de sprint gaan, wat anderen dan weer uitnodigt om mee te gaan.

## Nederlands kampioenschap
Op 28 december 2011 werd tijdens de KNSB Schaatsweek een officieus Nederlands kampioenschap gereden. De winnaars van deze wedstrijd, Arjan Stroetinga en Foske Tamar van der Wal plaatsten zich ook voor de wereldbekerwedstrijd van Heerenveen in maart 2012. In 2013 werd het eerste officiële kampioenschap gehouden, Arjan Stroetinga en Irene Schouten wonnen deze wedstrijd en verdedigden allebei met succes hun titel in 2014 en 2015.
100m · 300m · 500m · 1000m · 1500m · 3000m · 5000m · 10.000m · massastart · teamsprint · ploegenachtervolging